# ホスピタリティコミュニケーションズ
株式会社ホスピタリティコミュニケーションズ（英文名称：K.K. Hospitality Communications）は、東京都千代田区神田錦町に本社を置く広告代理店である。
「ホテルマーケティング」「商業施設サイン計画」を得意としており、WEB広告の代理店サービスやブランドアイデンティティ・コーポレートアイデンティティの確立、各種印刷物の企画・製作からホテル予約システムの代理店・クオカード正規代理店など幅広い分野でサポートしている。

## 沿革
- 2009年（平成21年）4月6日 - 会社設立。ホスピタリティパートナーズグループの広告専門会社として設立。

## 事業内容
- ブランド・マネージメント
  - ブランドアイデンティティ(BI)・コーポレートアイデンティティ(CI)の確立、ブランドロゴ・マークの製作、広告表現の立案、新聞雑誌広告の企画・製作
  - テレビCF・ラジオCMの企画・製作、ポスター・パンフレット等印刷物、各種販促ツールの企画・製作
  - パブリックリレーションズ
- 屋外広告・サイン・交通広告
  - ネオン・LED等の電飾看板、屋上媒体、自立・ポール看板、ファサードサイン、誘導サイン、インフォメーションボード、各種サイン計画
  - オリジナルサインピクトの製作、サイン全般の企画・製作・施工及びメンテナンス
  - 諸官庁申請、ビジビリティチェックからのイメージ提案
  - 全国交通機関（JR・私鉄・地下鉄・バス・タクシー等）の社内ポスター、ステッカー、車内TV・駅貼りポスター・各種サインボード等の企画提案及び製作・掲出
- 新聞・雑誌広告 
  - 中央紙・ブロック紙・地方紙・スポーツ紙等の取り扱い
  - 月刊誌・週刊誌・タウン誌・コミュニティー誌等の雑誌広告の取り扱い
- デジタルメディアプロモーション
  - インターネットホームページの製作・デジタルコンテンツの製作
- セールスプロモーション・PRイベント
  - キャンペーンの企画・実施、印刷物の企画・製作、イベント（各種イベント・発表会・ショー）の企画・実施
  - パブリシティ
  - PRイベント・PR誌の企画制作及び実施
- 広告コンサルティング
  - 各種広告に関する提案・見直し・金額及び業者査定等
  - 屋外広告士による施工安全基準・コンプライアンスの確認
  - 商標登録手続き代行等

## 基本方針
- ホスピタリティパートナーズグループの経営理念
  - 社会に役立つことをする
  - 正直に、真面目に仕事に取り組む
  - 従業員全員が幸せになる

- ホスピタリティパートナーズグループの行動指針
  - 常に正直であり、常に真面目に業務に取り組むこと
  - 常に主体性を持って業務に取り組むこと
  - 従業員同士、お客様、オーナー様、各種業者様、誰に対しても同様のおもてなしの心（ホスピタリティ）を持って接すること
  - グループの従業員はすべての従業員と協力して業務にあたること
  - 夢を持つこと

## 関連会社
- ホスピタリティパートナーズ
- ホスピタリティオペレーションズ

スマイルホテル
- ホスピタリティエージェント
- フェニクシスマネージメント

プレミアイン
プレミアリゾート夕雅伊勢志摩
- Aカードホテルシステム
- スマイルスキーリゾート

湯沢中里スキー場
フォレストアドベンチャー湯沢中里
- 舞子スノーリゾート
- 六日町スキーリゾート
- 瑞穂リゾート
- アサヒテングストン